# مجلس وزراء غلغت-بلتستان
مجلس وزراء غلغت-بلتستان هو مجلس وزراء حكومة غلغت-بلتستان في باكستان. تتكون الحكومة من اثني عشر وزيرا ومستشارين إثنين وثلاثة مساعدين خاصين ومنسقين اثنين ورئيس وزراء غلغت-بلتستان.
| المنصب       | الاسم                | الحزب السياسي            | الفترة                |
| ------------ | -------------------- | ------------------------ | --------------------- |
| رئيس الوزراء | محمد خالد خورشيد خان | حركة الإنصاف الباكستانية | 30 نوفمبر 2020 - الآن |
| وزير أول     | عبيد الله بيك        | حركة الإنصاف الباكستانية | 30 نوفمبر 2020 - الآن |
| وزير أول     | رجا زكريا مقبون      | حركة الإنصاف الباكستانية | 30 نوفمبر 2020 - الآن |
| وزير أول     | فتح الله خان         | حركة الإنصاف الباكستانية | 30 نوفمبر 2020 - الآن |
| وزير الزراعة | محمد كاظم ميسم       | مجلس وحدة المسلمين       | 30 نوفمبر 2020 - الآن |
| وزير المالية | جفيد علي منوة        | حركة الإنصاف الباكستانية | 30 نوفمبر 2020 - الآن |
| وزير التعليم | رجا محمد عزام خان    | حركة الإنصاف الباكستانية | 30 نوفمبر 2020 - الآن |